# NGC 6336
NGC 6336 (другие обозначения — UGC 10786, MCG 7-35-57, ZWG 225.89, PGC 59976) — спиральная галактика с перемычкой (SBa) в созвездии Геркулес.
Этот объект входит в число перечисленных в оригинальной редакции «Нового общего каталога».